# Снігур Іван Назарович
Іван Назарович Снігур (народився 5 червня 1929 в селі Грозинці Хотинського району Чернівецької області — † 8 жовтня 2016, м. Чернівці) — етнограф, фольклорист, краєзнавець, різьбяр, писанкар, майстер лозоплетіння; 

письменник, мистецтвознавець, художник-прикладник; 

Заслужений майстер народної творчості України, Почесний громадянин Чернівців

## Біографія
Іван Назарович Снігур народився 5 червня 1929 в селі Грозинці Хотинського району Чернівецької області .
Він був найстаршою дитиною в родині, де підростало ще троє малюків. Сільську школу з румунською та російською мовами навчання мусив покинути, бо треба було орати, сіяти і збирати урожай, вчився на коваля, майстра з виготовлення візків.

У 1945 році батько повернувся з війни інвалідом. На сімейній раді вирішили, що Іванко мусить їхати на заробітки. У голодний 1946 рік юний Іван Снігур пішки прийшов з Грозинців у Чернівці.То був чи не найважчий період у житті Івана Назаровича. 

В 1947-1949 рр. працював столярем-різьбярем на підприємстві (пізніше, у 60-х роках, він яскраво виявив свою творчу вдачу в такій самобутній галузі мистецтва, як декоративна дерев'яна композиція).

У 1960-1961 рр. Іван Назарович Снігур навчається в Ленінградському вищому художньо-промисловому училищі ім. В. І. Мухіної (тепер — Санкт-Петербурзька державна художньо-промислова академія ім. А.Л. Штігліца 

З 1949 до 1992 Іван Снігур працював в системі художнього фонду Спілки художників України та художньо-виробничого комбінату у Чернівцях. Проявив себе у різних жанрах мистецтва: живопис, оформлення декорацій, реклама, кераміка, дерево, скло, емаль, ткацтво та різні народні вишивки. Багато уваги приділяє писанкарству та реставрації образів на гутному склі. Впродовж багатьох років займається лозоплетінням.

Деякий період Іван Снігур працював кореспондентом газети «Час», друкував статті з історії, мистецтва та побуту Буковини.

Написав і видав уже шість книг.

Заслужений майстер народної творчості України. В 2013 році йому було присвоєно звання: «Почесний громадянин Чернівців».

## Творча діяльність

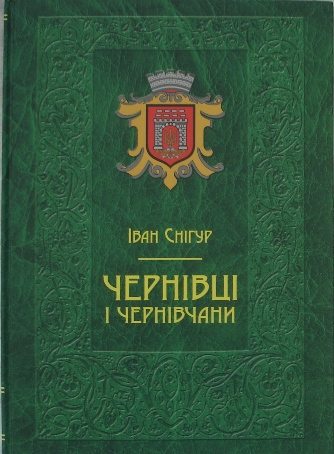

Світова війна у поштових листівках (1914—1918 рр.)

Бог щедро обдарував Івана Снігура, давши йому талант Художника в найширшому розумінні цього слова. Ще має Іван Назарович талант всевидця. Він бачить те, чого не бачать інші. І в природі, і в людях, і в предметах. 

Починав свою творчу діяльність Іван Назарович в Чернівцях на Художньому комбінаті Художнього фонду України художником-оформлювачем. Виконував роботи з живопису, театральні декорації та рекламні замовлення.

У 60-х роках минулого століття він яскраво виявив свою творчу вдачу у самобутній галузі народного мистецтва — дерев'яній декоративній композиції. Його технічно різьблені й точені твори позначені умінням втілити фольклорні образи у виразній декоративній формі. 

Роботи майстра користувалися попитом і стали популярними буковинськими сувенірами. Він розробив понад 400 зразків для тиражного виробництва.

Змістом його творчого життя подальших років стало лозоплетіння.

Майже 40 років Іван Снігур представляє Буковину цим давнім народним промислом на виставках усіх рівнів. Він є учасником близько 120!! виставок. Тільки персональних виставок у нього — 14.

Творче становлення майстра було деякою мірою традиційним. Водночас його завжди вирізняло прагнення нового, оригінального й досконалого. Палкий прихильник традицій, водночас чутливий до новаторських проявів у мистецтві.

Не дивно, що у його руках звичайне побутове плетення кошиків та посуду перетворилось на справжнє мистецтво. Асортимент його виробів з лози сягає 800 видів. Вони були прийняті до тиражного виробництва. Знаходить він час і для передачі своїх знань та досвіду — підготував десятки (80) майстрів лозоплетіння.

Іван Назарович гаряче обстоює давні культурні традиції, докладає особистих зусиль для їх збереження: багато часу віддає писанкарству та реставрації давніх образів на склі.

Він є відомим знавцем етнографії, культури, історії, побуту та мистецтва краю, а також пристрасним збирачем (протягои десятків років) буковинських старожитностей.

Вражає і колекція Івана Назаровича старих — але чудово збережених — фото, календарів, різноманітних документів кінця дев"ятнадцятого століття, які є унікальними і залишилися чи не в єдиному екземплярі.

Добре знаючи буковинський побут та етнографію, працював консультантом кіностудій Києва, Москви та Кишинева, за його участі знято 13 фільмів (з них такі відомі, як «Білий птах з чорною ознакою», «Гадюка», «Яка тепла пізня осінь» та ін.).

З часом у Івана Назаровича Снігура проявились і письменницькі здібності — він автор шести книг.
З-під його пера вийшли книги:

- «Легенди Буковини» (1998),
- «Грозинці на вітрах історії» та «Село між двома кішмами» — про історію рідного села , 
окремих людей і родини (2004),
- "Покровитель Буковини — святий великомученик Іван Новий Сучавський (2004), при написанні якої автор проявив себе і як історик-дослідник, а також інформаційно значимі і об'ємні
- «Чернівці і чернівчани» (2005) і
- «Мої мандри по Буковині» (2008).

Помітні статті в періодиці:

- Снігур І. А твоя лозина — як світлая днина // Час.- 2004.- 3 черв. (ч. 23).- С. 1, 11.
- Снігур І. З історії релігії на Буковині // Час.- 2005.- 8 груд. (ч. 49).- С. 16.
- Снігур І. Із життя ескулапів: [гумор] // Час.- 2006.- 26 січ. (ч. 4).- С. 15.
- Снігур І. Липовани на Буковині: [історія] // Час.- 2006 .- 2 лют. (ч. 5).- С. 14.
- Снігур І. Мандруючи Панською вулицею // Час.- 2006.- 2 листоп. (ч.44).- С. 14.- Закін. Початок: Ч.18, 20-43.
- Снігур І. Нотатки з історії нашого міста // Час.- 2007.- 15 березн. (№ 11).- С. 14; 22 березн. (№ 12).- С. 14; 12 квіт. (№ 15).- С. 14; 19 квіт. (№ 16).- С. 14.
- Снігур І. Пам'ятні дати та події з історії нашого міста та краю // Час.- 2005.- 27 жовт. (ч. 43).- С. 16.
- Снігур І. Петриківський ярмарок: [іст. ярмарку в Чернівцях] // Час.- 2003.- 10 лип. (ч. 28).- С. 10.
- Снігур І. Чернівці: шлях з минулого в сьогодення // Час.- 2005.- 6 жовт. (ч. 40).- С. 8.

## Нагороди
- Заслужений майстер народної творчості України (2008);
- Почесний громадянин Чернівців (2013).

## Цитати про Івана Снігура[5]
«Помер Іван Снігур. Померла легенда Чернівців …»
… «грабували резиденцію митрополитів (теперішній університет) і палили ікони. Люди спокійно дивились і не заважали. Тільки Снігур буквально кидався у вогонь, вихоплював з нього дорогоцінні шедеври і ховав у місцях, відомих тільки йому. Через роки і десятиліття йому „нагадають“ ці геройські вчинки. І відплатять так, аби на все життя запам'ятав. У 70-і роки запроторять до в'язниці, навішають ярлики, битимуть, катуватимуть… І ніхто, навіть слідчий, котрий катував його (живе досі в Чернівцях і ходить по місту в темних окулярах — П. К.), не розумів, для чого він це робить. І судді не розуміли, і ті, хто давав вказівки судити Снігура, не розуміли. Але робили свої темні справи.»
… «Розпинали Снігура, топтали його, катували, голодом морили, а він жив. Назло всім зловмисникам жив і творив. Творив так, що його творами весь світ захоплюється. Хіба не Параджанов першим звернувся до Снігура за допомогою, коли знімав „Тіні забутих предків“? Хіба не у Івана Миколайчука і його „Білого птаха з чорною ознакою“ Іван Снігур був етнографічним консультантом? А хіба не він особисто створив музей Федьковича в Путилі? Невже все забули?! Чи невигідно сьогодні пам'ятати?! Бо багато з тих, хто раніше Івана Снігура в катівні запроторював, ще й сьогодні при владі (вже українській ?) міцно сидять».
…на різних рівнях чиновники б'ють себе в груди і рвуть на собі краватки (ледь землю не їдять) запевняючи, що вони все зроблять для того, аби був музей тих речей, які Снігур хоче залишити Україні. І де той музей?!..
…Вони відійдуть без слави і без майбутнього. Іван Назарович Снігур уже вписаний великими літерами в історію України та її народу."

## Примітки

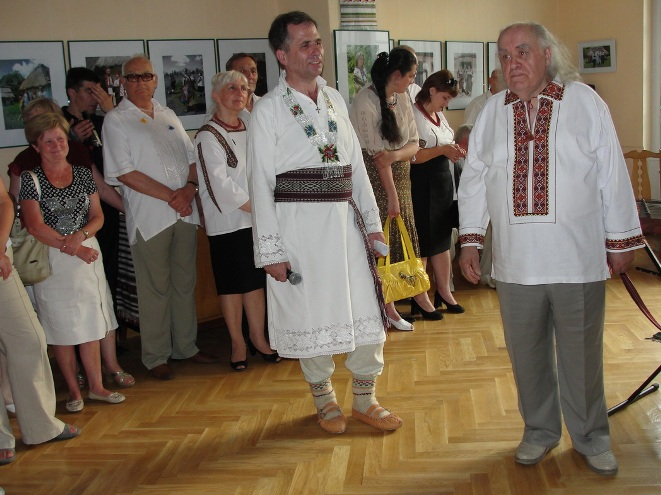
Виступ Івана Назаровича Снігура в Муніципальній бібліотеці імені Анатолія Добрянського (Чернівці) на ювілеї Івана Миколайчука «Тіні Незабутих Предків» (2011)